# Caldes de Malavella
Caldes de Malavella – gmina w Hiszpanii, w prowincji Girona, w Katalonii, o powierzchni 57,21 km². W 2011 roku gmina liczyła 7071 mieszkańców.